# Ivo Sanader

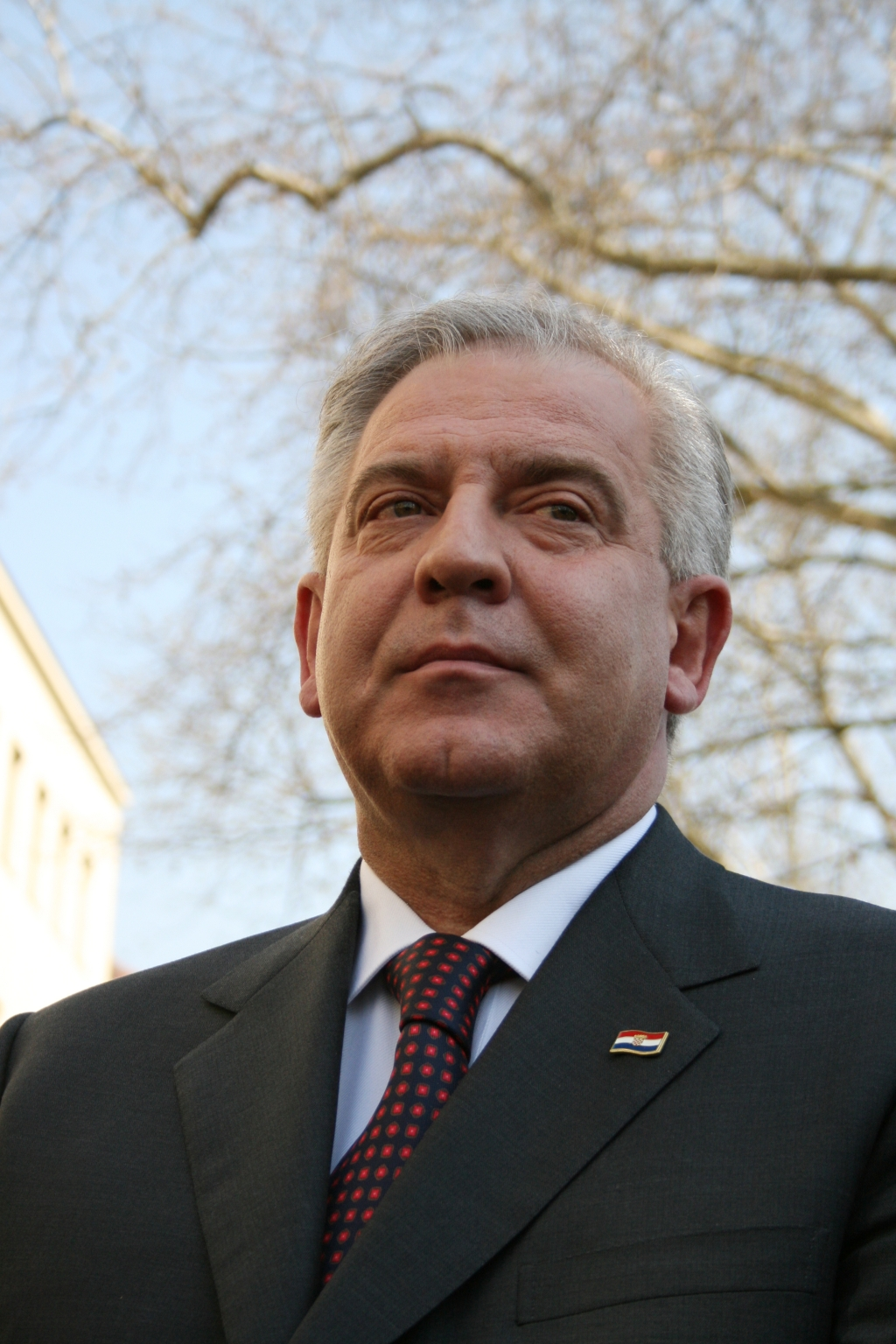
Ivo Sanader (2009)

Ivo Sanader ['iːʋɔ sa'naːdɛr] (früher Ivica Sanader;) (* 8. Juni 1953 in Split) ist ein kroatischer Politiker (HDZ), der von 2003 bis 2009 Premierminister Kroatiens war. Wegen Korruption während dieser Regierungszeit wurde er im November 2012 zu zehn Jahren Haft verurteilt.

## Leben
Sanader stammt aus einer gläubigen katholischen Arbeiterfamilie und verbrachte seine Jugend in Split. Er studierte in Rom und an der Universität Innsbruck, wo er 1982 mit einer Arbeit in Philologie zum Dr. phil. promoviert wurde. Er spricht neben Kroatisch fließend Deutsch, Englisch, Französisch und Italienisch. Sanader ist mit Mirjana Sanader verheiratet.

### Politischer Werdegang
1990 gründete Sanader in Österreich eine Zweigstelle der Kroatischen Demokratischen Union (HDZ). 1991–1992 war er Intendant des Kroatischen Nationaltheaters in Split. 1992 wurde er Mitglied des kroatischen Parlaments (Sabor). Sanader war – mit einer kurzen Unterbrechung – von 1993 bis Januar 2000 stellvertretender Außenminister Kroatiens. 2000 wurde Sanader nach dem Tod des Präsidenten Franjo Tuđman (1922–1999) zum Vorsitzenden der HDZ gewählt und entmachtete die ultrarechten Kreise der Partei, was ihm den Namen „Drachentöter“ einbrachte. Dann führte er die HDZ Richtung Mitte und auf einen klar proeuropäischen Kurs. Nachdem die HDZ bei den Parlamentswahlen zur stärksten Partei geworden war, wurde er im Dezember 2003 als Nachfolger Ivica Račans Premierminister von Kroatien. Sanader war 2003 mit dem Ziel angetreten, sein Land in die NATO und die EU zu führen. Nach den Parlamentswahlen 2007 blieb die HDZ auch weiterhin die stärkste Partei, so dass Sanader in seinem Amt bestätigt wurde. Seit 2008 setzte sich Sanader für den Ausbau der Kernenergie in Kroatien (zusätzlich zum Strombezug aus dem slowenischen Kernkraftwerk Krško), nachdem er diese vorher abgelehnt hatte, sowie für den zügigen Bau der 380 km langen Autobahn Zagreb-Split ein.
Am 1. Juli 2009 gab er seinen Rücktritt vom Amt des Premierministers und Parteivorsitzenden bekannt, ohne dafür konkrete Gründe zu nennen. Am 3. Januar 2010 kündigte er überraschend an, doch wieder eine aktive Rolle in der Politik einnehmen zu wollen, woraufhin er am Folgetag von seiner Partei ausgeschlossen wurde.

### Korruptionsvorwürfe, Verhaftung und Prozesse
Ermittlungen der kroatischen Antikorruptionsbehörde USKOK ergaben im August 2010, dass Sanader während seiner Regierungszeit in großem Umfang an Korruption beteiligt war, die dem Land einen Schaden von 1,4 Mrd. Kuna (200 Mio. Euro) zugefügt haben soll. Am 9. Dezember wurde seine parlamentarische Immunität aufgehoben, woraufhin er am selben Tag das Land Richtung Slowenien verließ, noch bevor ein Haftbefehl ausgestellt wurde. Tags darauf fand in den frühen Morgenstunden eine Durchsuchung seines Hauses statt. Der internationale Haftbefehl lautete auf den Verdacht des Amtsmissbrauchs und Bildung einer kriminellen Vereinigung. Noch am selben Tag wurde er auf der Tauernautobahn in Salzburg aufgegriffen und verhaftet. Am 9. Mai 2011 genehmigte ein Salzburger Gericht die Auslieferung an Kroatien und am 18. Juli wurde er schließlich an die slowenische Grenze gebracht, von wo aus er nach Kroatien weitergebracht wurde.
Nachdem Ende 2010 wegen Korruptionsverdachts das Vermögen der Firmen Sanaders beschlagnahmt worden war, begann im Oktober 2011 in Zagreb der Prozess zum Hauptvorwurf der Staatsanwaltschaft, Sanader habe kurz vor Ende des Kroatienkriegs (1991–1995) eine illegale Provision von rund 480.000 Euro von der österreichischen Hypo Group Alpe Adria angenommen. Die Bank hatte der Regierung, deren stellvertretender Außenminister Sanader damals war, für den Bau von Botschaftsgebäuden einen Kredit von rund 9,6 Mio. Euro gewährt. Am 14. Oktober 2012 gab Sanader sein erstes Interview seit seiner Verhaftung im Dezember 2010 und bestätigte, dass aktuell drei Prozesse gegen ihn geführt würden.
Am 20. November 2012 wurde Sanader wegen Korruption zu einer Freiheitsstrafe von zehn Jahren sowie zur Zahlung von 3,6 Millionen Kuna, die zum Urteilszeitpunkt etwa 480.000 Euro entsprachen, an den kroatischen Staat verurteilt.
2013 wurden Rene Benko und sein Steuerberater Michael Passer vom OLG Wien zu Haftstrafen verurteilt, weil sie Sanader bestechen wollten. Passer sicherte Sander 150.000 Euro zu, wenn er Einfluss auf den damaligen Ministerpräsidenten Italiens Silvio Berlusconi nehme und der das Steuerermittlungen italienischer Behörden gegen Benko unterbinde.
Am 27. Juli 2015 hob das Verfassungsgericht Kroatiens das Urteil wegen Formfehlern auf: Sanader habe in dem Prozess wegen schwerer Korruption in zwei Fällen kein faires Verfahren erhalten. Wegen der Verurteilung in einem dritten Korruptionsfall muss Sanader jedoch weiter in Haft bleiben.
Am 1. Oktober 2015 wurde auch das dritte Korruptionsurteil höchstgerichtlich aufgehoben und zur Neuverhandlung zurückverwiesen. Sanader konnte durch Erlegen einer Kaution von 1,6 Mio. Euro das Gefängnis verlassen.

## Werke (als Ivo Sanader)
- I ružičastno je crno. Nazor o svijetu u kazališnom djelu Jeana Anouilha. (kroatisch). Biblioteka znanstvenih djela, Band 24, ZDB-ID 436581-1 . Književni Krug, Split 1988, ISBN 86-7397-007-5.
- Ivo Sanader, Ante Stamać: U ovom strašnom času. Antologija suvremene hrvatske ratne lirike. (kroatisch). Školska knjiga, Zagreb 1994, ZDB-ID 2532912-1, ISBN 953-0-60316-9.
- Ivo Sanader (Hrsg.), Ante Stamać (Hrsg.), Irena Vrkljan (Übers.), Benno Meyer-Wehlack (Übers.): In der Stunde höchster Not. Kroatische Lyrik im Krieg. Originaltitel: U ovom strašnom času. Bastei-Lübbe-Taschenbuch, Band 13914, ZDB-ID 49563-3. Bastei-Verlag Lübbe, Bergisch Gladbach 1997, ISBN 3-404-13914-3.
- Ivo Sanader, Ante Stamać: En tiu terura momento. Antologio de la nuntempa kroata milita liriko. (Esperanto, übersetzt aus dem Kroatischen). Kroata Esperanto-Ligo, Zagreb 1998, ISBN 953-96918-1-8.
- Croatia’s course of action to achieve EU membership. ZEI discussion paper, Band  C.59, ZDB-ID 1449380-9. Zentrum für Europäische Integrationsforschung, Bonn 1999, ISBN 3-933307-59-7.
- Ivo Sanader (Hrsg.): Globalisierung: Standort Kroatien. Gesammelte Aufsätze zum internationalen Symposium „Kleine Länder und Völker im Umfeld der Globalisierung“ am 19. und 20. Oktober 1998 auf der Insel Brijuni. Ministerium des Äußeren der Republik Kroatien, Zagreb (u. a.) 1999, ISBN 3-00-005357-3.
- Il caso Jakob Wassermann. Alla ricerca di uno scrittore scomparso. (italienisch). Erste Auflage. Editione del Leone, Venezia 1999.
- Christliche Demokratie in Europa. Zukunftsperspektiven aus kroatischer Sicht. In: Andreas Khol (Hrsg.), Wolfgang Schüssel: Zukunft denken. Festschrift für Wolfgang Schüssel. Verlag für Geschichte und Politik (Politische Akademie der ÖVP, Wien), Wien 2005, ISBN 3-7028-0425-0, S. 237–244.

## Auszeichnungen
- 1995: Fürst-Trpimir-Orden
- 2004: Großer Tiroler Adler-Orden [21]
- 2007: Bayerischer Verdienstorden